# Týn nad Bečvou
Týn nad Bečvou (do roku 1949 jen Týn) je obec v okrese Přerov v Olomouckém kraji. Žije zde 841 obyvatel. Protéká tudy řeka Bečva.

## Název
Jméno vzniklo z obecného jména Týn – oplocené místo.

## Historie
První písemná zmínka o obci pochází z roku 1447. Původně zde stál hradní pivovar.

## Obyvatelstvo
| Rok            | 1869 | 1880 | 1890 | 1900 | 1910 | 1921 | 1930 | 1950 | 1961 | 1970 | 1980 | 1991 | 2001 | 2011 | 2021 |
| -------------- | ---- | ---- | ---- | ---- | ---- | ---- | ---- | ---- | ---- | ---- | ---- | ---- | ---- | ---- | ---- |
| Počet obyvatel | 685  | 745  | 732  | 765  | 816  | 806  | 896  | 891  | 977  | 932  | 881  | 776  | 824  | 821  | 751  |
| Počet domů     | 91   | 108  | 122  | 120  | 125  | 127  | 168  | 218  | 231  | 246  | 248  | 290  | 327  | 338  | 341  |

## Obecní správa
Mezi lety 1869–1975 byl Týn nad Bečvou obcí v okrese Hranice (1890–1960) a později v okrese Přerov. Od 1. ledna 1976 do 31. prosince 1991 patřil jako část města k Lipníku nad Bečvou a od 1. ledna 1992 je opět samostatnou obcí.

### Obecní symboly
Znak a vlajka byly obci uděleny rozhodnutím předsedy Poslanecké sněmovny Parlamentu České republiky dne 13. června 1995.

## Pamětihodnosti a zajímavosti v obci
- Středověký hrad Helfštýn. Jeden z největších hradů na Moravě.
- Kostel Nanebevzetí Panny Marie z roku 1733. U kostela byl hřbitov, který zanikl.
- Socha sv. Jana Nepomuckého z roku 1778. Dnes na ulici Svobody.
- Hrob Gabriely (1852 - červenec 1854), dcery Bedřicha Smetany, která zde pobývala na doporučení lékaře. Zemřela na tuberkulózu.
- Dům, kde pobýval Bedřich Smetana (v roce 1852 a 1854). Dům patřil jeho sestře a švagrovi Matějkovým. Na domě byla umístěna pamětní deska. Dům je na adrese Náves B. Smetany 166.
- Kříž z roku 1879.
- Pomník obětem 1. a 2. světové války.
- Lesní stezka "Gabrielka", vedoucí z Týna po vrstevnici Maleníku. Je pojmenována podle dcery Bedřicha Smetany.
- Skály pod hradem Helfštýn. Byly vytvořeny vrstevními polohami karbonských hornin, díky tomu odolávají erozi. Slouží jako cvičné horolezecké skály.
- Před budovou obecního úřadu každoročně startuje, vždy první květnovou sobotu, maraton horských kol - Author Šela Marathon.

## Osobnosti
- Otakar Janůj - příslušník 311. československé bombardovací perutě RAF

## Galerie

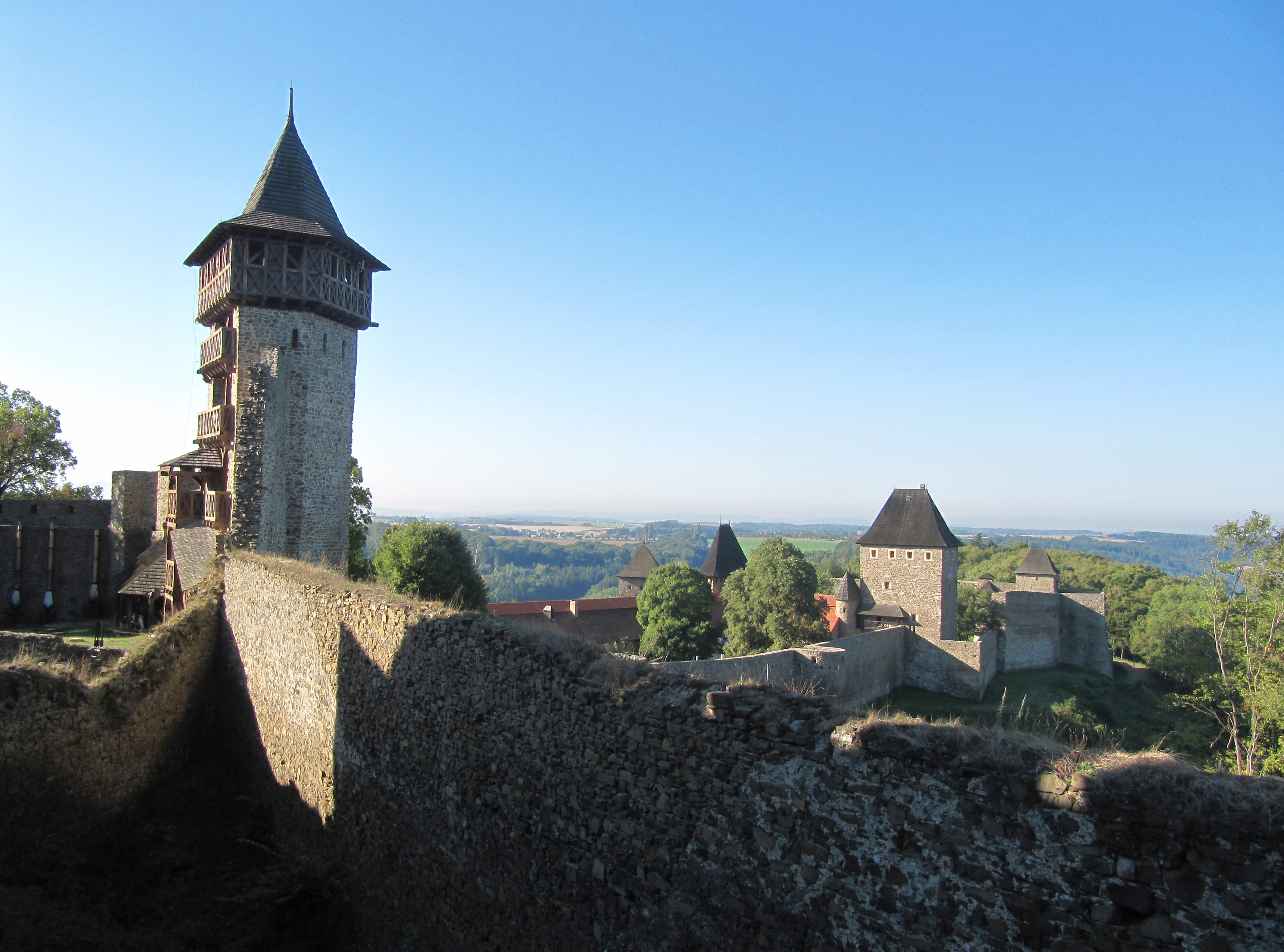
Hrad Helfštýn
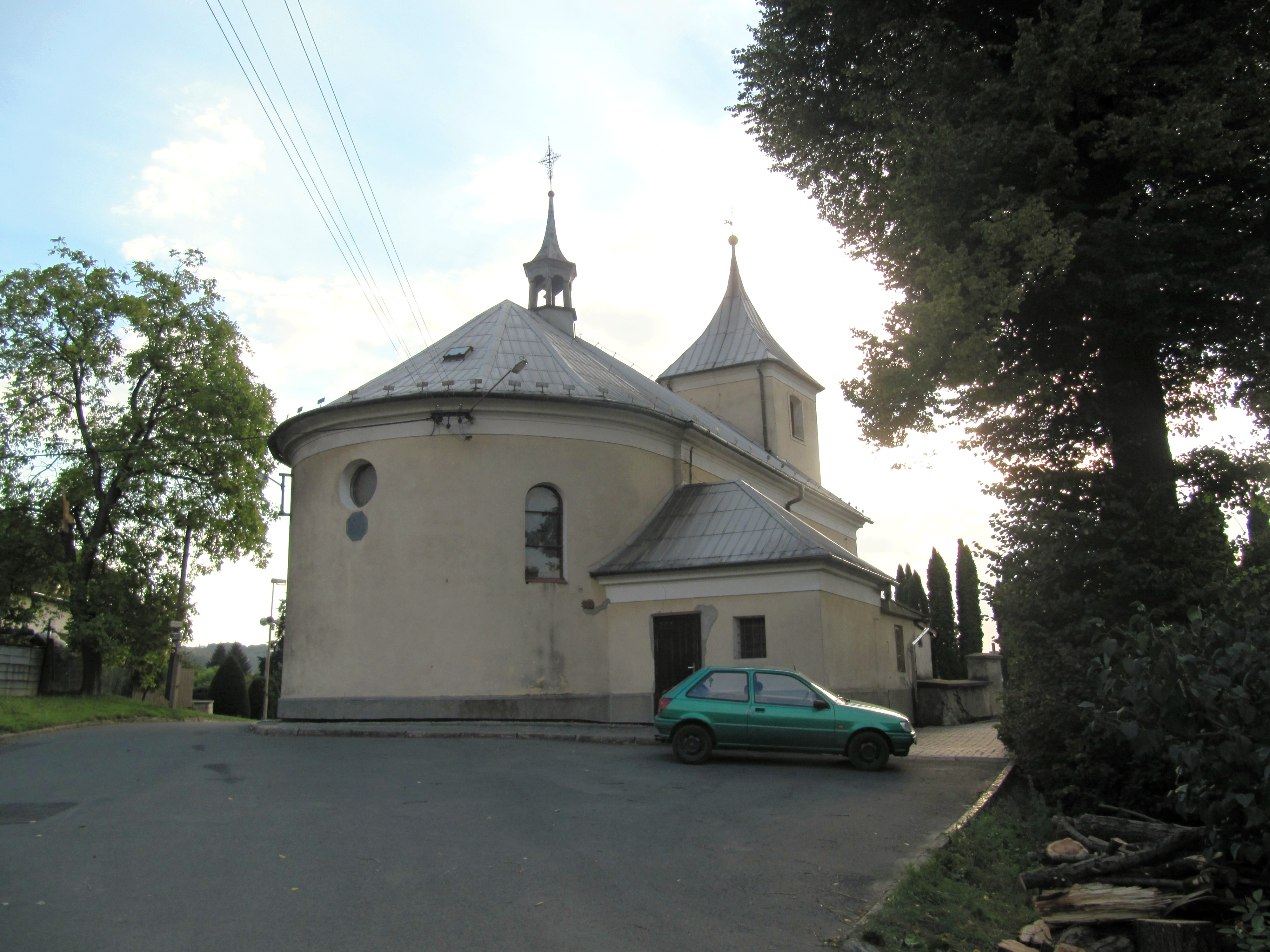
Kostel Nanebevzetí Panny Marie
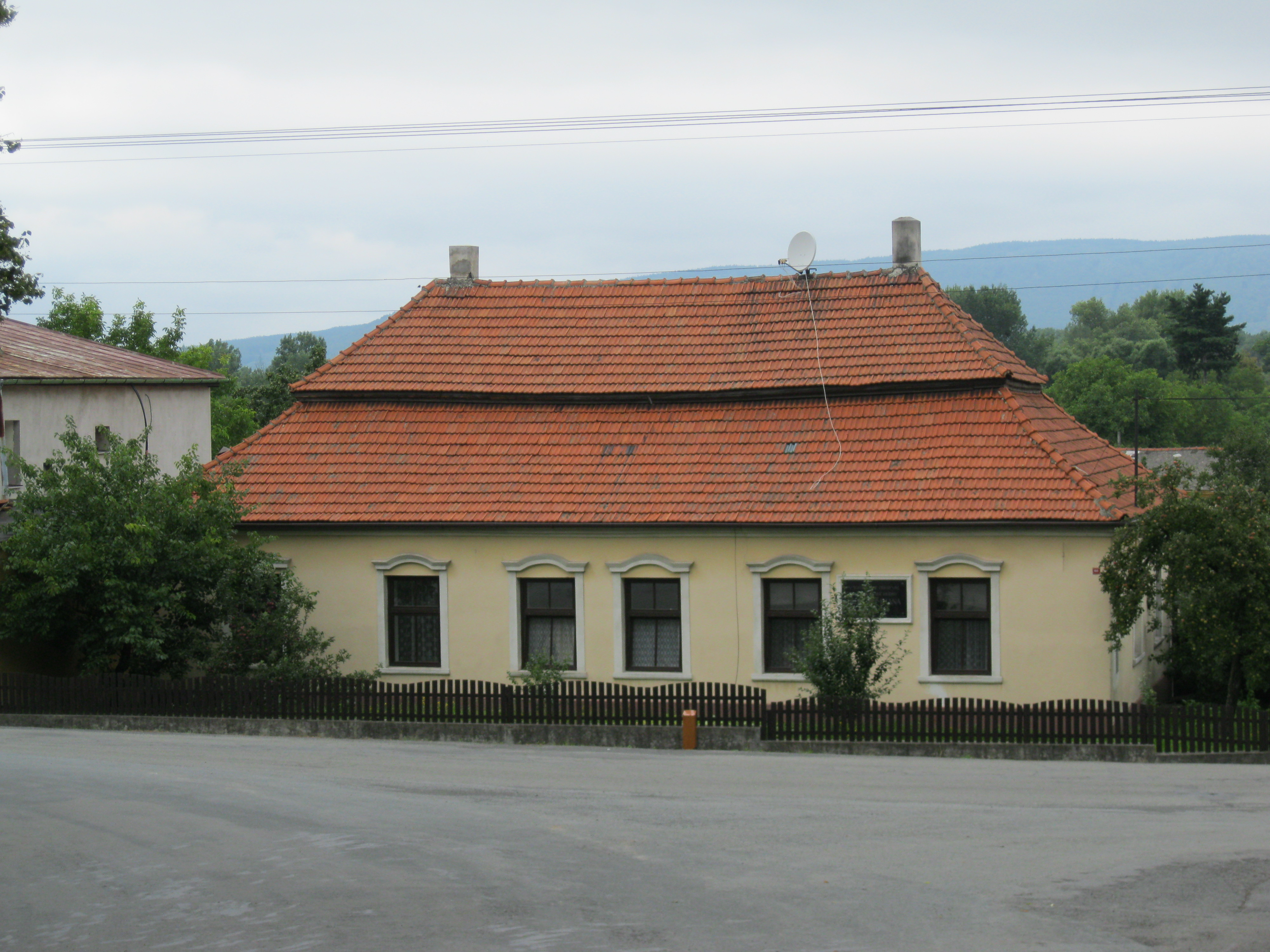
Dům č. p. 166 s pamětní deskou upomínající na pobyt B. Smetany
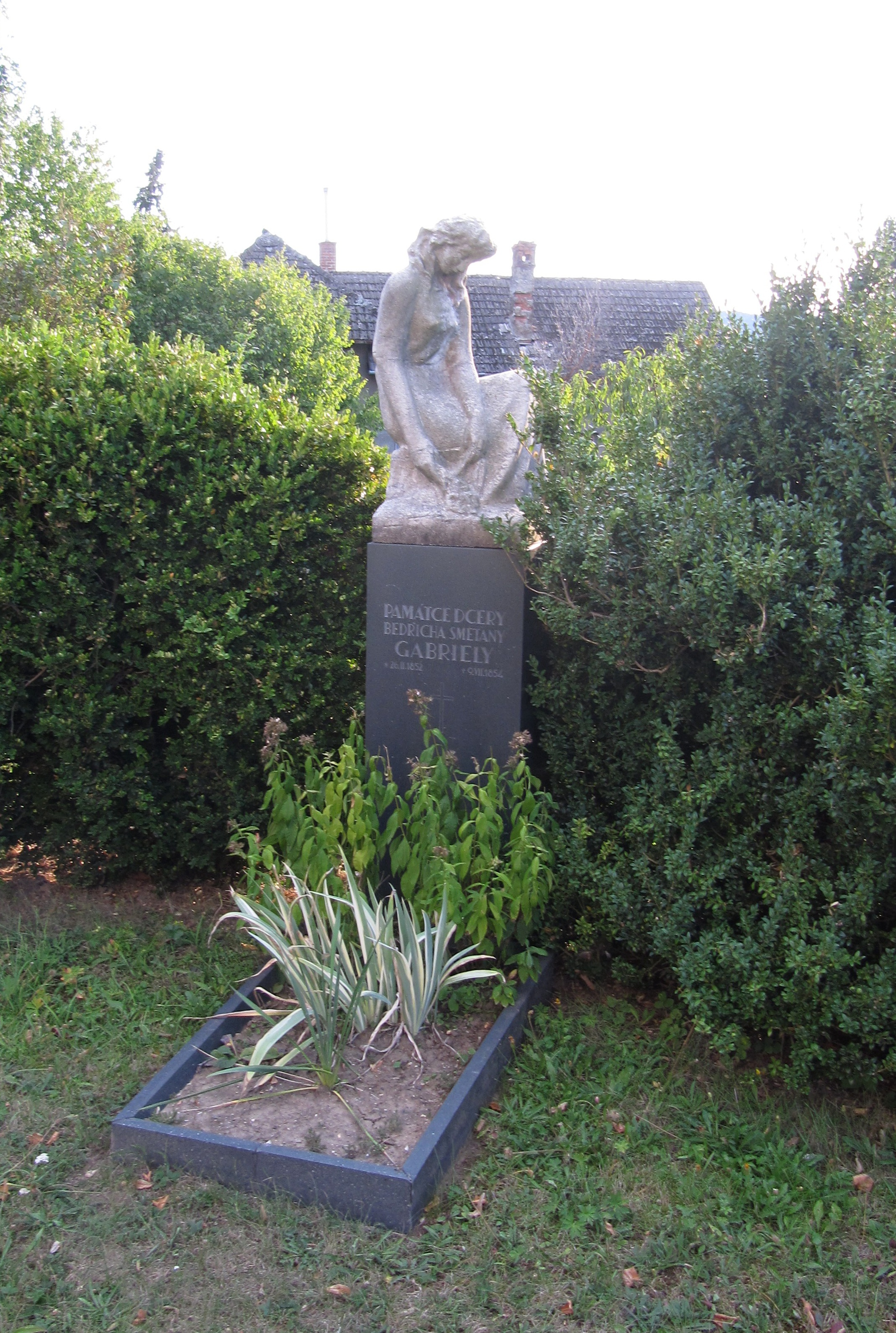
Náhrobek Gabrielky, dcery Bedřicha Smetany
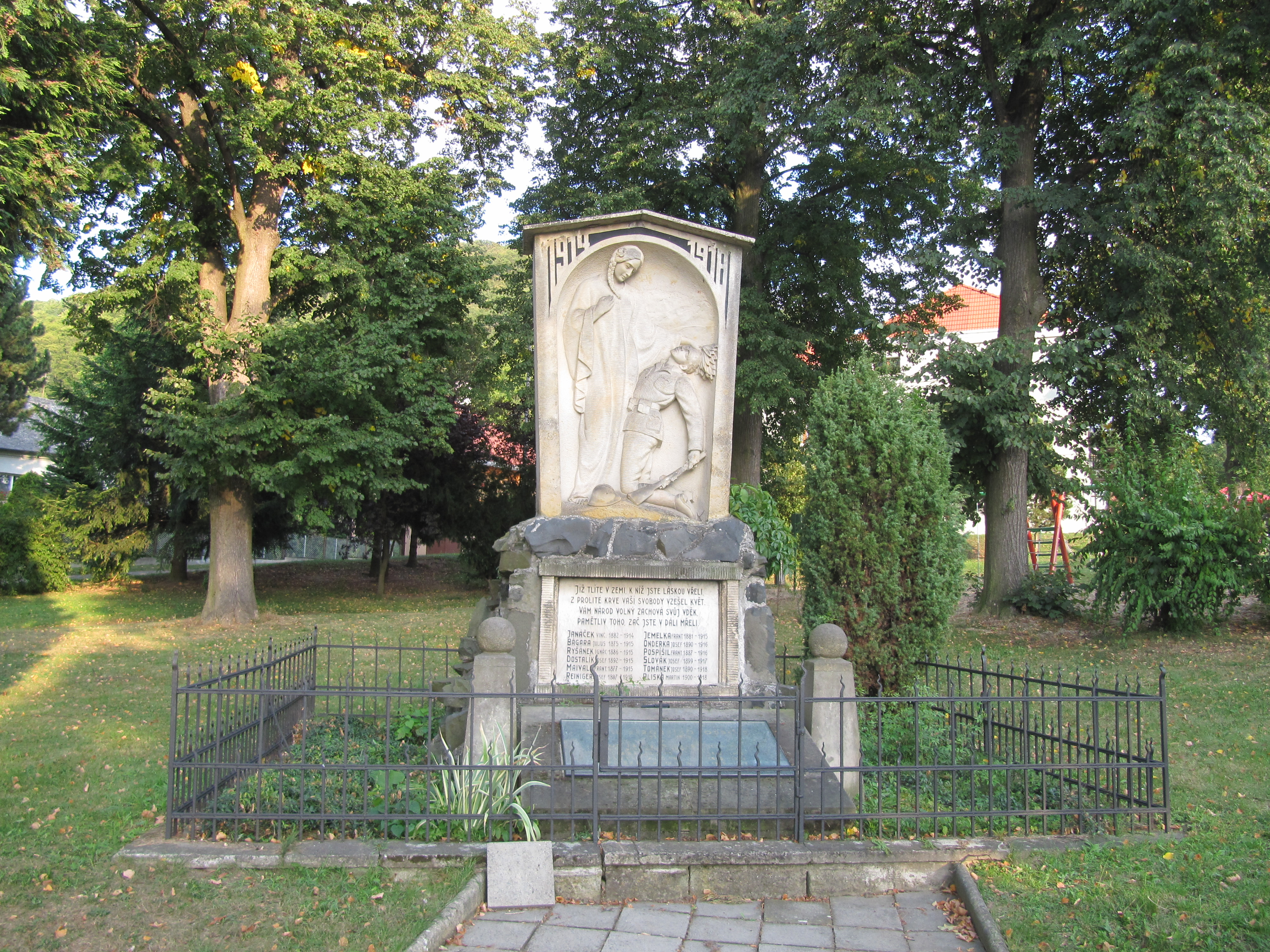
Pomník obětem světových válek
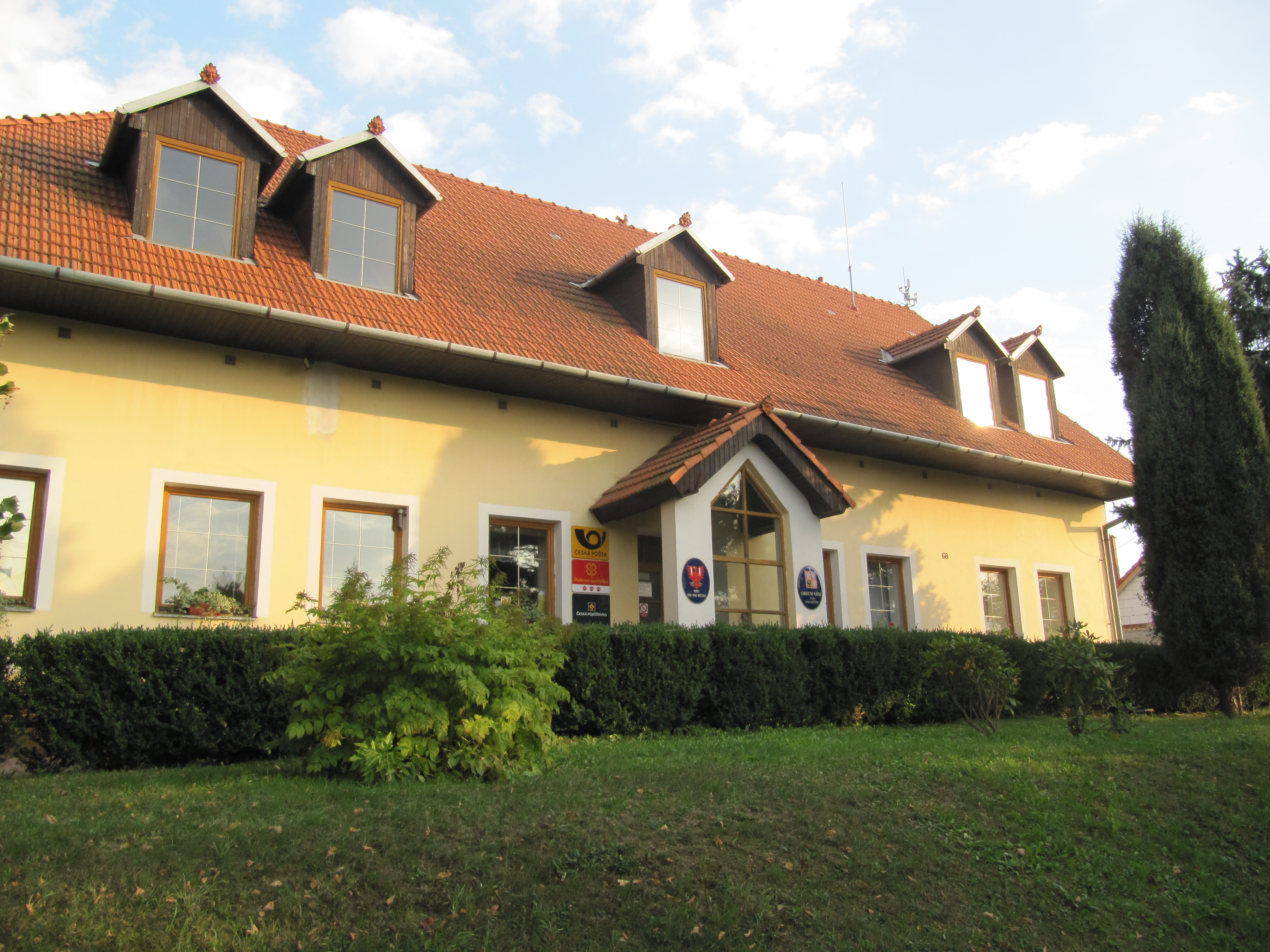
Obecní úřad